# Alpha (gruppo musicale)
Alpha è un gruppo musicale di musica elettronica e trip hop britannico formatosi nel 1996.

## Formazione

### Formazione attuale
- Corin Dingley (1996-presente)
- Wendy Stubbs (1996-presente)
- Hannah Collins (1996-presente)
- Duncan Attwood

### Ex componenti
- Andy Jenks (1996-2007)

## Discografia
- 1997 - ComeFromHeaven
- 1998 - Pepper: Remixes & Rarities
- 2001 - The Impossible Thrill
- 2003 - Stargzing
- 2003 - Made in Space (strumentale, solo sul web)
- 2004 - Lost in a Garden of Clouds (Part 1) (strumentale)
- 2006 - Without Some Help
- 2007 - The Sky is Mine
- 2009 - Ariel (EP)
- 2009 - Two-Phazed People con Horace Andy
- 2012 - The Eleventh Trip
- 2013 - L'hiver (EP, solo sul web)